# Hermanas Sutherland

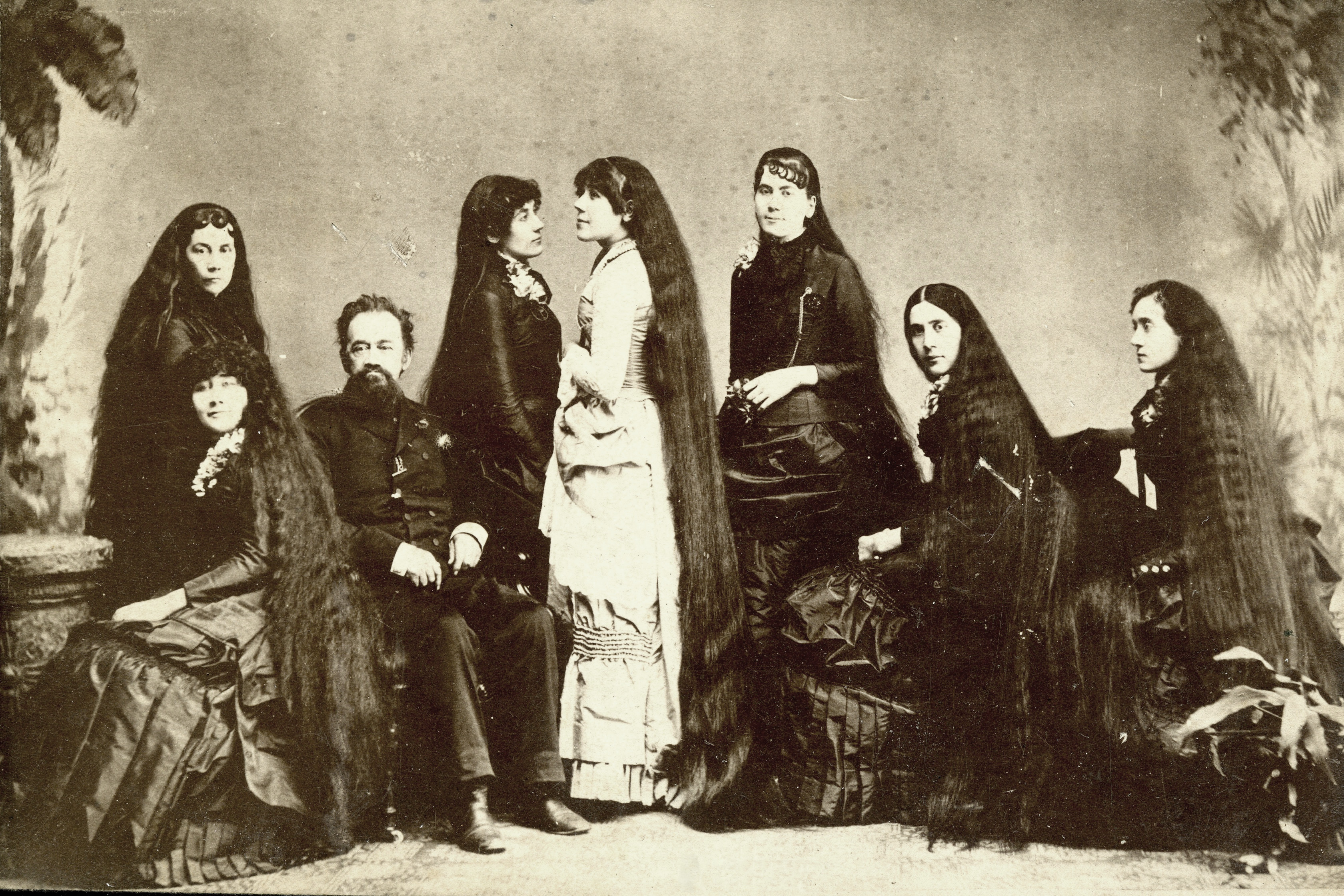
Las siete hermanas Sutherland

Las hermanas Sutherland fueron siete cantantes y artistas de variedades estadounidenses, famosas sobre todo por sus largas cabelleras, que les llegaban al suelo. Su celebridad deriva de su exposición en el American Museum de P. T. Barnum, el famoso museo de curiosidades y freak show que este empresario organizó en Nueva York, en el que participaron las hermanas entre 1882 y 1907. Las hermanas Sutherland compaginaron su trabajo en el mundo del espectáculo con la venta de crecepelos y productos para el cabello.

## Biografía
Sarah (1845–1919), Victoria (1849–1902), Isabella (1852–1914), Grace (1854–1946), Naomi (1858–1893), Dora (1860–1926) y Mary (1862–1939) eran hijas de Fletcher y Mary Sutherland, naturales de Lockport, en el condado de Niágara (Nueva York).
En 1880 empezaron a dar conciertos, hasta que fueron contratadas por el empresario Phineas Taylor Barnum, promotor de diversos espectáculos y fundador de un circo que llegaría a ser uno de los más grandes del mundo. Se inició como exhibidor de fenómenos y curiosidades del tipo freak show, para lo que fundó el Barnum's American Museum en Nueva York. Allí mostraba todo tipo de objetos y personajes, entre los que se encontraban las hermanas Sutherland, hasta que en 1870 fundó un circo ambulante, que tras varias fusiones acabó siendo el Ringling Brothers and Barnum & Bailey Circus.
Las muchachas gozaron de una gran popularidad debido a su cabello, que entre todas ellas alcanzaba los 12 m de longitud. Aprovechando tal circunstancia, su padre patentó un crecepelo llamado The Seven Sutherland Sisters Hair Grower, compuesto principalmente de hamamelis y ron de laurel, además de ácido clorhídrico, sal y magnesio. Tras ello, lanzaron diversos productos para el cuidado del cabello, como cepillos, peines y tintes. Inicialmente vendían a comercios minoristas, pero posteriormente abrieron varias tiendas propias. Tras el fallecimiento de Naomi en 1893, las hermanas contrataron una sustituta, Anna Louise Roberts.
Las hermanas continuaron actuando como cantantes hasta los años 1910. Con posterioridad, sus productos para el cabello siguieron teniendo éxito durante bastantes años más, pese a la moda del pelo corto estilo flapper en los años 1920. Pese a todo, las hermanas no ahorraron ni supieron invertir con acierto sus ingresos, por lo que algunas de ellas acabaron en la indigencia.